# 朝中東
朝中東（韓語：조중동），又稱CJD，是韓國詞彙，由該國三大報館（朝鮮日報、中央日報和東亞日報）名稱中的頭一個字混合而成。在韓國，「朝中東」一詞與「報業霸權」幾乎是同一個意思。韓國偏左政客和左傾政治支持者常會利用「朝中東」一字對那三家報館做出批評。

## 歷史
「朝中東」一詞在2000年10月首次於韓民族日報出現 。

## 批評

### 市場佔有率過大
歷史上，朝鮮日報、中央日報和東亞日報的政治取向都是偏右。批評者認為三家報館憑著他們佔韓國報刊閱讀者的比例優勢（超過50%），支配該國輿論，並認為它們與右翼政黨組成的政府關係太親近，近乎黑箱作業。

### 與日本、獨裁者串通
某些批評者說，三家報館中，除了中央日報之外，都在朝鮮日治時期之間與日本帝國政府串通合作。此外，三家報館都與韓國某些獨裁統治者串通。批評者說這為韓國國民帶來了太多的苦難。

### 自我審查
某些批評者認為朝中東報紙擁有的報館裡，都有自我審查，把不利前總統李明博政府的新聞過濾走。

### 政治立場偏向企業
反對者認為因為擁有朝中東報館的家族與韓國多家大型財團有姻親關係，所以他們報館的報導都會以大財團的觀點與利益為依歸。

## 反朝中東的團體
在韓國，反對朝中東的團體已存在多年。近年，最為人熟悉的是「沒有朝中東的美麗世界」